# Pony
Cet article concerne la bande dessinée franco-belge. Pour la chanson de Kasey Chambers, voir Pony (chanson de Kasey Chambers).
Pony est une série de bande dessinée franco-belge créée en 1962 par Lucien De Gieter dans le no 1271 du journal Spirou.

## Publication

### Albums
- Pony, Le Coffre à BD, 5 albums, 2005

### Revues
- Pony et son cheval, no 1271, Spirou, (1962)
- Pony chez les indiens Zacapou,  no 1278, Spirou, (1962)
- Pony et la cousine de New York, no 1298, Spirou, (1963)
- Le Défi, no 1328, Spirou, (1963)
- Pony, Nina et la Ford T, no 1344, Spirou, (1964)
- Pony, Pony, Pony, Pony, les homonymes, no 1351, Spirou, (1964)
- Pony et le chef-coq, no 1359, Spirou (1964)
- Les Déboires d'un âne, no 1373, Spirou, (1964)
- Pony et la vedette de Charleston, no 1389, Spirou, (1964)
- La Chevauchée fantastique,  no 1398, Spirou, (1965)
- Pony et le train fantôme, no 1407, Spirou, (1965)
- Pony et le docteur Protoxyde, no 1424, Spirou, (1965)
- Un cadeau pour Miss Middlemost, no 1595, Spirou, (1968)
- La Retenue, no 1600, Spirou, (1968)
- Pony et le grand sachem, no 1607, Spirou, (1969)
- Frère de sang, no 1618, Spirou, (1969)
- Le Voyage de la dernière chance,  no 1649 au no 1658, Spirou, (1969)
- Pony et l'institutrice, no 1728 au no 1736, Spirou, (1971)